# 데하메 비비르
《데하메 비비르》(스페인어: Déjame vivir)은 1982년 방영된 멕시코의 텔레노벨라이다.